# فيكرز تايب 207
فيكرز تايب 207 (بالإنجليزية: Vickers Type 207)‏ هي قاذفة قنابل أنتجت في المملكة المتحدة. من صناعة فيكرز أرمسترونغس. كان أول طيران لها في 11 يناير 1933. وهي ذات السطحين ومقعدين ومحرك واحد، تم بناء طائرة واحد فقط.